# Helen 12 Trees
Helen 12 Trees – album muzyczny nagrany przez amerykańskiego saksofonistę, flecistę i kompozytora Charliego Mariano przy współpracy znakomitych muzyków. Jazz-rockowy LP nagrywany był między 6 a 8 maja 1976 w Union Studio Monachium-Solln, (Niemcy) dla wytwórni MPS Records. Płyta ukazała się w 1976; wznowienie na CD w 2008.
Na sesje nagraniowe Mariano udało się zaprosić: amerykańskiego (ale pochodzącego z Czech) keyboardzistę Jana Hammera (Mahavishnu Orchestra), basistę Cream Jacka Bruce'a (ze Szkocji), polskiego skrzypka Zbigniewa Seiferta, angielskiego perkusistę Soft Machine Johna Marshalla i pochodzącego z Indonezji perkusjonistę Nippy Noyę. Dwa z utworów na płycie to duety: "Sleep, My Love" – fletu i skrzypiec, "Charlotte" – saksofonu sopranowego z fortepianem

## Muzycy
- Charlie Mariano – saksofon sopranowy (B 1-3), saksofon altowy (A1, 4), flet (3), nagaswaram (2)
- Zbigniew Seifert – skrzypce
- Jan Hammer – fortepian i fortepian elektryczny, syntetyzer Moog
- Jack Bruce – gitara basowa
- John Marshall – perkusja
- Nippy Noya – instrumenty perkusyjne

## Lista utworów
Strona A
| 1. | "Helen 12 Trees" (Charlie Mariano)   | 4:46  |
|    |                                      |       |
| 2. | "Parvati's Dance" (Charlie Mariano)  | 7:35  |
|    |                                      |       |
| 3. | "Sleep, My Love" (Charlie Mariano)   | 2:54  |
|    |                                      |       |
| 4. | "Thorn Of A White Rose" (Jan Hammer) | 4:31  |
|    |                                      |       |
|    |                                      | 19:46 |
|    |                                      |       |
Strona B
| 1. | "Neverglades Pixie" (Charlie Mariano)            | 7:12  |
|    |                                                  |       |
| 2. | "Charlotte" (Charlie Mariano)                    | 6:35  |
|    |                                                  |       |
| 3. | "Avoid The Year Of The Monkey" (Charlie Mariano) | 5:30  |
|    |                                                  |       |
|    |                                                  | 19:17 |
|    |                                                  |       |

## Informacje uzupełniające
- Producent – Joachim-Ernst Berendt
- Inżynier dźwięku – Mel Luker
- Zdjęcia – Hans Harzheim, Meinrath Günter
- Grafika na okładce – Ulrich Eichberger